# 雨山城 (和泉国)
雨山城（あめやまじょう）は、大阪府泉南郡熊取町野田の雨山にあった南北朝時代の日本の城（山城）。泉州における南朝方の拠点として南朝・北朝間で激しい争奪の舞台となった。1996年（平成8年）3月13日に熊取町指定史跡となっていたが、2013年（平成25年）10月17日、隣接する泉佐野市の土丸城と共に「土丸・雨山城」として国の史跡・日根荘遺跡の一部に加えられた。

## 概要

### 南北朝時代
雨山城は、紀州・泉州を結ぶ粉河街道をおさえる要衝の地に位置する。『日本城郭大系』では、土丸城が1347年（南朝:正平2年/北朝:貞和3年）ごろに北朝方の日根野氏による築城とあるのに対し、当城は1346年（南朝:正平元年/北朝:貞和2年）に南朝方で楠木氏一族の橋本正高が築城したとされている。橋本正高は、当城と土丸城とを拠点として、1378年（南朝:天授4年/北朝:永和4年）ごろに度々北朝方と交戦したが、山名氏清軍の攻撃を受けて落城し、1380年（南朝:天授6年/北朝:康暦2年）に高名里（現在の貝塚市海塚付近）で戦死したと伝えられている。
1388年（南朝:元中5年/北朝:嘉慶2年）には、南朝方の広橋経泰らが兵を起こし、籠城したものの、北朝方の山名義理の攻撃により落城した。

### 戦国時代
その後は和泉山脈の南側にある根来寺の根来寺衆の拠点となった時期もあり、豊臣秀吉の根来･紀州攻めの際には、根来寺衆側が防衛線を岸和田城の南、近木川沿いに設け、在地の武士勢力と根来寺の寺院勢力が合体して、この城にも籠もったとされている。最終的には1617年（慶長20年）の一国一城令で土丸城と共に破却されたと伝えられている。

## 城跡
雨山山頂を本曲輪とし、周囲にある稜線上に二の曲輪（二の丸）や櫓（月見櫓）、井戸などの遺構を残している。南西400メートルにある城ノ山（じょうのやま）にある土丸城とは、急峻な堀切状の谷地形を挟むものの一体の城郭を形成しており、土丸城を雨山城の三の丸とする位置付けもなされている。「土丸・雨山城」とも呼ばれ、2013年（平成25年）、両城は国の史跡・日根荘遺跡を構成する遺構群に指定された。